# Kwak Jae-gu
Kwak Jae-gu es un poeta surcoreano.

## Biografía
Kwak Jaegu nació en Gwangju, provincia de Jeolla del Sur en 1954. Se graduó en la Universidad Nacional de Chonnam. Después de que su poema "En la estación de Sapyeong" (Sapyeongyeogeseo) ganara un concurso literario patrocinado por el JoongAng Ilbo en 1981, comenzó su actividad en el círculo literario de la revista Poesía de mayo (Owol si). Actualmente es profesor en la Universidad Nacional de Sunchon, donde trabaja con el escritor Kim Won-il.

## Obra
El legado poético de Kwak Jae-gu viene principalmente de la estética coreana de sus descripciones del amor y la soledad. La evolución desde su primera colección de poemas En la estación de Sapyeong (Sapyeongyeogeseo) a su tercera colección Amantes coreanos (Hangugui yeonindeul), muestra una transición evidente desde una pasión abstracta por temas históricos y sociales a una relación con la realidad social vista a través del prisma de un amor no abstracto. Esta evolución poética también puede verse como una búsqueda profunda del verdadero sentido del yo.
Con su cuarta colección de poemas Seúl senoya, su poesía se embarca en la búsqueda de una realización concreta del amor y del renacimiento espiritual. La poesía del primer periodo de Kwak Jae-gu desborda de ira contra la atroz violencia de la sociedad y de amor por la gente corriente que sufre la peor parte de esta violencia. Las emociones que aparecen en este poema (tristeza, soledad, furia, desesperación, deseo, amor) muestran el alcance de la ira y la frustración del poeta.
En su primera colección de poemas se expresan estas emociones en términos abstractos y no definidos, pero progresivamente se expresan de forma más concreta con cada colección sucesiva. Los poemas de Seúl senoya muestran un conocimiento de las condiciones históricas y sociales y una representación de las condiciones humanas de forma concreta y lírica. Estos poemas trascienden las emociones básicas de ira y melancolía a la luz de la violencia del mundo e intenta recuperar la pureza y el amor.

## Premios
- Concurso JoongAng Ilbo de literatura (1981)
- Premio Dongseo de literatura (1997)

## Obras en coreano
Poesía
- En la estación de Sapyeong (Sapyeongyeogeseo), 1983
- Arirang del cañón cargado (Jeonjangpo arirang), 1985
- Amantes coreanos (Hangugui yeonindeul), 1986
- Seoul Senoya, 1990
- Clara corriente de agua (Cham Malgeun Mulsal), 1996
- Di mi corazón antes que flores (Kkot-boda, Meonjeo Ma-eum-eul Jueonne), 1990

Colecciones de ensayos
- La persona que amaba, el mundo que amaba, 1993
- Diario de viajes de Kwak Jae-ju a puertos de mar, 2002